# Jonas Lie (1899-1945)
Jonas Lie (Kristiana, 31 december 1899 – Skallum (Bærum), 11 mei 1945) was een Noorse collaborateur in de Tweede Wereldoorlog. Hij was van 1941 tot 1945 minister van Politie in de regering van Vidkun Quisling.

## Levensloop

### Jeugd
Lie was de zoon van schrijver Eric Lie en de kleinzoon van schrijver Jonas Lie. De eerste jaren van zijn leven woonde Lie in Parijs, maar zijn vader wilde dat hij Noors onderwijs volgde. Daarom verhuisde het gezin naar een grote villa in Asker. Na het afronden van de middelbare school in 1917 werkte Lie als oorlogscorrespondent aan het Oostfront.

### Officier van Justitie en politieman
Van 1918 tot 1919 studeerde Lie aan de Noorse Militaire Academie en ging vervolgens rechten studeren. Na het afronden van zijn studie werkte Lie vijf jaar als officier van Justitie, voordat hij in 1930 de overstap maakte naar de politie. Vanaf 1931 stond hij onder contract van de nieuw gevormde Statspolitiet in Oslo, waar hij plaatsvervangend hoofd was onder Bernhard Askvig. Lie maakte deel uit van de internationale politiemacht die in 1935 toezicht hield op het referendum in het Saargebied over de vraag of het gebied zich moest aansluiten bij Duitsland of Frankrijk. 
Leonid Trotski vroeg in 1935 politiek asiel aan. De Noorse autoriteiten wilden daarmee alleen instemmen als hij geen politieke activiteiten zou ontplooien. In 1936 werd Trotski geïnterneerd op een boerderij vlakbij Storsand. Lie was verantwoordelijk voor zijn bewaking en vergezelde Trotski op diens 22 dagen durende zeereis naar Mexico nadat hij was verbannen uit Noorwegen. 
Dankzij zijn internationale ervaring maakte Lie in 1938 deel uit van een delegatie van de Volkenbond die in 1938 een referendum in de provincie Alexandrette moest organiseren over de vraag of de Alexandrette zich moest aansluiten bij Turkije of Frankrijk. Het referendum kwam te vervallen nadat Turkije en Frankrijk een deal sloten waarbij het gebied toeviel aan de Turken.
Lie bezocht in de jaren twintig en dertig Duitsland meerdere keren. Hij beschouwde de opleving van Duitsland onder Adolf Hitler als een Duitse wedergeboorte, maar toonde weinig sympathie voor het Duitse nationalisme en beschouwde de SA als politieke fanatici.
Na de uitbraak van de Winteroorlog tussen Finland en de Sovjet-Unie werd Lie naar Kirkenes overgeplaatst om de grensbewaking in Oost-Finnmark te leiden. Zijn rechterhand was daar de later berucht geworden Karl Marthinsen.

### Duitse inval
Op het moment van de Duitse inval op 9 april 1940 was Lie nog steeds in Kirkenes. Lie was vastbesloten zijn vaderland te verdedigen. Hij was zeer ontstemd toen hij hoorde dat Vidkun Quisling hem tijdens diens kortstondige staatsgreep had benoemd als minister van Justitie en nam daar publiekelijk afstand van. Lie reisde zelfs naar de Zweedse hoofdstad Stockholm en stond daar de Zweedse pers te woord. Tussen hem en Quisling bleef de relatie de rest van de oorlog gespannen. Na terugkeer in Noorwegen werd hij ingedeeld bij een eenheid die gelegerd was in Ringebu. Op 30 april gaf de eenheid zich over aan de Duitsers. Na een korte tijd in krijgsgevangenschap kwam Lie weer vrij.

### Samenwerking met de nazi's
Na de aprildagen van 1940 raakte Lie ervan overtuigd dat Duitsland de oorlog zou winnen. Hij vond dat dat niet het ergste was wat Noorwegen kon overkomen. De Duitse bezettingsautoriteiten behandelden Lie  correct en hij kreeg de een centrale rol als inspecteur voor de aansturing van de politiedistricten. Daarmee was hij ook verantwoordelijk voor de controle op politieke tegenstanders. De politiecommandant van Oslo Welhaven verbrandde alle gegevens over communisten, omdat hij niet wilde dat die informatie in Lie's handen zou vallen.
Die vrees was niet onterecht, want Lie droeg een archief over aan de Sicherheitspolizei dat gegevens bevatten over personen die ervan verdacht werden voor de Sovjet-Unie te spioneren. Het hoofd van de Duitse bezettingstroepen rijkscommissaris Josef Terboven had weinig op met Vidkun Quisling en zag geen geschikte plaatsvervangers binnen diens partij Nasjonal Samling. Hij zocht daarom toenadering tot Lie, die in zijn ogen wel geschikt was. Dit leidde weer tot onrust onder Quislings aanhang. Quisling kon rekenen op de steun van Adolf Hitler, waardoor Terboven niet zo maar om hem heen kon.

### Minister van Politie

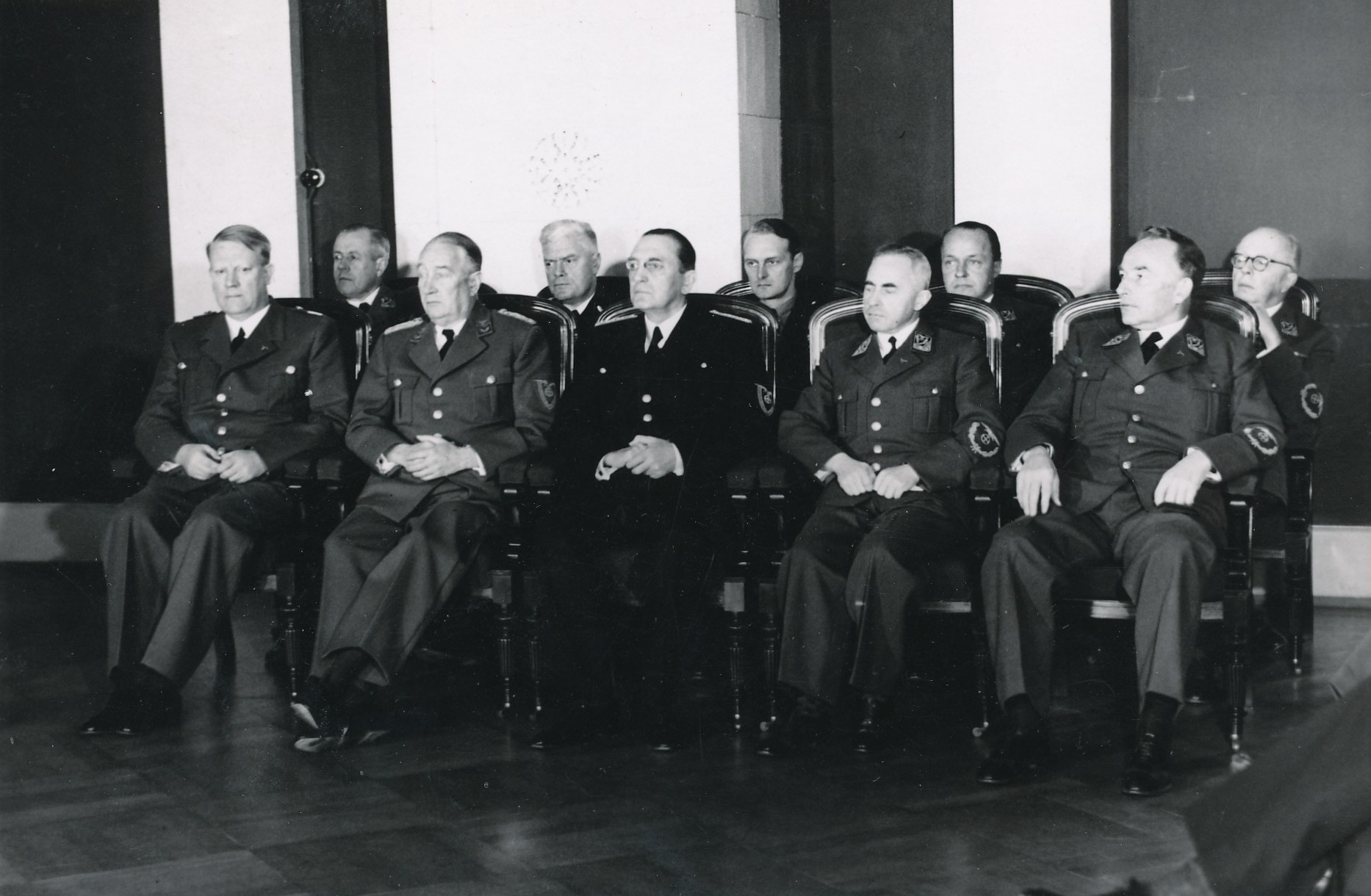
Quisling met een deel van zijn twee kabinet. Lie is de tweede van links, achterste rij.

Onder het toezicht van Terboven vormde Quisling een staatsraad. Heinrich Himmler eiste dat Lie als minister van Politie deel zou uitmaken van die regering. Op verzoek van Himmler traden Lie en  Riisnæs toe tot de Nasjonal Samling, aangezien die partij op steun van Hitler kon rekenen.
Lie reorganiseerde de Noorse politie in 1941. Zo centraliseerde hij de politieleiding zodat hij meer bevoegdheden kreeg en de samenwerking met de Duitsers makkelijker verliep. De politie kreeg veldgrijze uniformen en daardoor een meer militaire uitstraling. In 1941 bezocht Lie Berlijn waar hij de Jodenvervolging met eigen ogen aanschouwde. Vervolgens was hij aanwezig bij slachtingen van Joden in Odessa van 22 tot 24 oktober. De reis - door Lie omschreven als "levendig" - versterkte zijn antisemitisme.
Onder de politie was veel steun voor het nieuwe regime. Veertig procent van het politiepersoneel sloot zich in de loop van 1940 aan bij Nasjonal Samling. Niet alles ging van leien dakje. In december 1940 stelde Lie de Noorse groet verplicht, waarop alle politiemensen in Kristiansand, op drie na, ontslag, nam Nadat de politiecommandant en een medewerker aan de Duitsers overgeleverd werden stortte het verzet in.
Als minister van Politie was Lie verantwoordelijk voor de maatregelen tegen de Joden. De daadwerkelijke deportatie van drieduizend Joden met het schip SS Donau naar Polen werd uitgevoerd door zijn tijdelijke vervanger Riisnæs op het moment dat Lie zelf vocht bij Leningrad. Lie richtte een speciale politierechtbank op. De terdoodveroordeling van de politieman Gunnar Elifsen leidde tot veel onrust. 

### Invasie van Joegoslavië en Slag om Griekenland
Lie moest samen met Riisnæs de Noorse tak van de SS opzetten, de Norges SS. Van leidinggevenden binnen de SS werd verlangd dat zij frontervaring hadden. Lie en Riisnæs reisden daarom op 28 maart 1941 naar Berlijn, waar ze te horen kregen dat ze zich moesten melden bij Sepp Dietrich die aan het hoofd stond van de Leibstandarte SS Adolf Hitler. Riisnæs had geen militaire ervaring en kreeg daarom een aanstelling als oorlogscorrespondent. Lie kreeg de rang van Hauptsturmführer en nam in die hoedanigheid mee aan de Invasie van Joegoslavië en de Slag om Griekenland.
Lie ontving voor zijn inzet het IJzeren Kruis. Op 10 mei 1941 vlogen Lie en Riisnæs terug naar München en zouden een ontmoeting hebben met Hitler op de Berghof, maar dat werd geannuleerd omdat juist die dag Rudolf Hess naar Schotland vloog.

### Vorming van de Norges SS
Terug in de Noorwegen richtte Lie de Norges SS op, de Noorse afdeling van de SS. Daarmee hoopte Himmler een tegenwicht te bieden tegen Quislings Nasjonal Samling, van wie hij weinig moest hebben. Hird-leden (de paramilitaire tak van NS) mochten geen lid worden. Op het hoogtepunt telde de Norges SS dertienhonderd leden. Al bij al was dat te weinig om goed tegenwicht te bieden tegen Quisling en diens bondgenoten. Tegelijkertijd ondermijnde de continue machtsstrijd wel Lie's positie binnen de Noorse nationaalsocialistische beweging.
Op 31 januari 1942 hield de staatsraad op te bestaan. Vidkun Quisling vormde een nieuwe regering en mocht zich vanaf dat moment officieel minister-president noemen, hoewel de werkelijke macht bij rijkscommissaris Terboven bleef liggen. Lie bleef aan als minister van Politie.

### Slag om Leningrad
Zestien maanden na zijn uitzending naar de Balkan later vormde Lie een Noorse politiecompagnie die naar het oostfront werd uitgezonden, als onderdeel van het Noors Legioen, dat weer deel uitmaakte van de Waffen-SS. De werving verliep traag, ondanks de beloofde carrièrekansen bij de politie na terugkeer in Noorwegen. Begin september 1942 vertrok per boot een groep van negentig man naar Tallinn. Lie had voor ogen dat de groep als politiemacht achter het front zou functioneren. In plaats daarvan werden ze als fronttroepen bij de Slag om Leningrad ingezet.
In januari 1943 werd Lie benoemd tot plaatsvervangend commandant van het Noors Legioen dat ook in de omgeving van Leningrad werden ingezet. Het Legioen was fors in omvang afgenomen en het moreel laag, nadat de manschappen hadden gehoord dat voor de contracttijd van zes maanden alleen de tijd aan het front meetelde. Himmler was zeer ontevreden over de inzet van het Legioen en dreigde alle Noren uit de SS te gooien.
De Noren wisten hun gezicht te redden door op 14 februari 1943 een aantal bunkers op te blazen een een Russische tegenaanval af te slaan. Lie ontving het IJzeren Kruis Eerste Klasse en keerde eind februari 1943 terug naar Oslo, met als rang SS-Sturmbahnführer. Zijn gezondheid was slecht door een besmetting met malaria en overmatig alcoholgebruik. Tegelijkertijd begon het besef door te dringen dat Duitsland de oorlog wel eens kon verliezen.

### Gouverneur van Finnmark
Na druk van Josef Terboven benoemde Quisling in de tweede helft van 1944 Jonas Lie en Johan Andreas Lippestadt als eerste en tweede gouverneur van Finnmark, in het noorden van Noorwegen. In september 1944 liep de Vervolgoorlog ten einde, waarbij Finland in samenwerking met Duitsland de door de Sovjet-Unie veroverde gebieden in de Winteroorlog probeerde in te nemen.Duitse troepen die in Finland gelegerd waren trokken zich terug bij een verdedigingslinie nabij Lyngenfjord. De terugtrekkende Duitsers wilde de tactiek van de verschroeide aarde toepassen. Lie moest daar namens Noorwegen een bijdrage aan leveren.
Lie zag het als zijn taak om de Noorse cultuur en grond te bescheren en weigerde alles in brand te steken. Hij kwam daardoor in botsing met de Oostenrijkse kolonel-generaal Lothar Rendulic. De meeste Noorse burgers weigerden tot ontsteltenis van Lie bovendien te evacueren en wilden liever op de Sovjets wachten. Hitler zelf besloot op 28 oktober 1944 dat er tot gedwongen evacuatie moest worden overgegaan. Lie wilde dat moment aangrijpen voor gerichte actie tegen de Sami die in zijn ogen minderwaardig waren, maar daar werd door Himmler een stokje voor gestoken.

### Dood

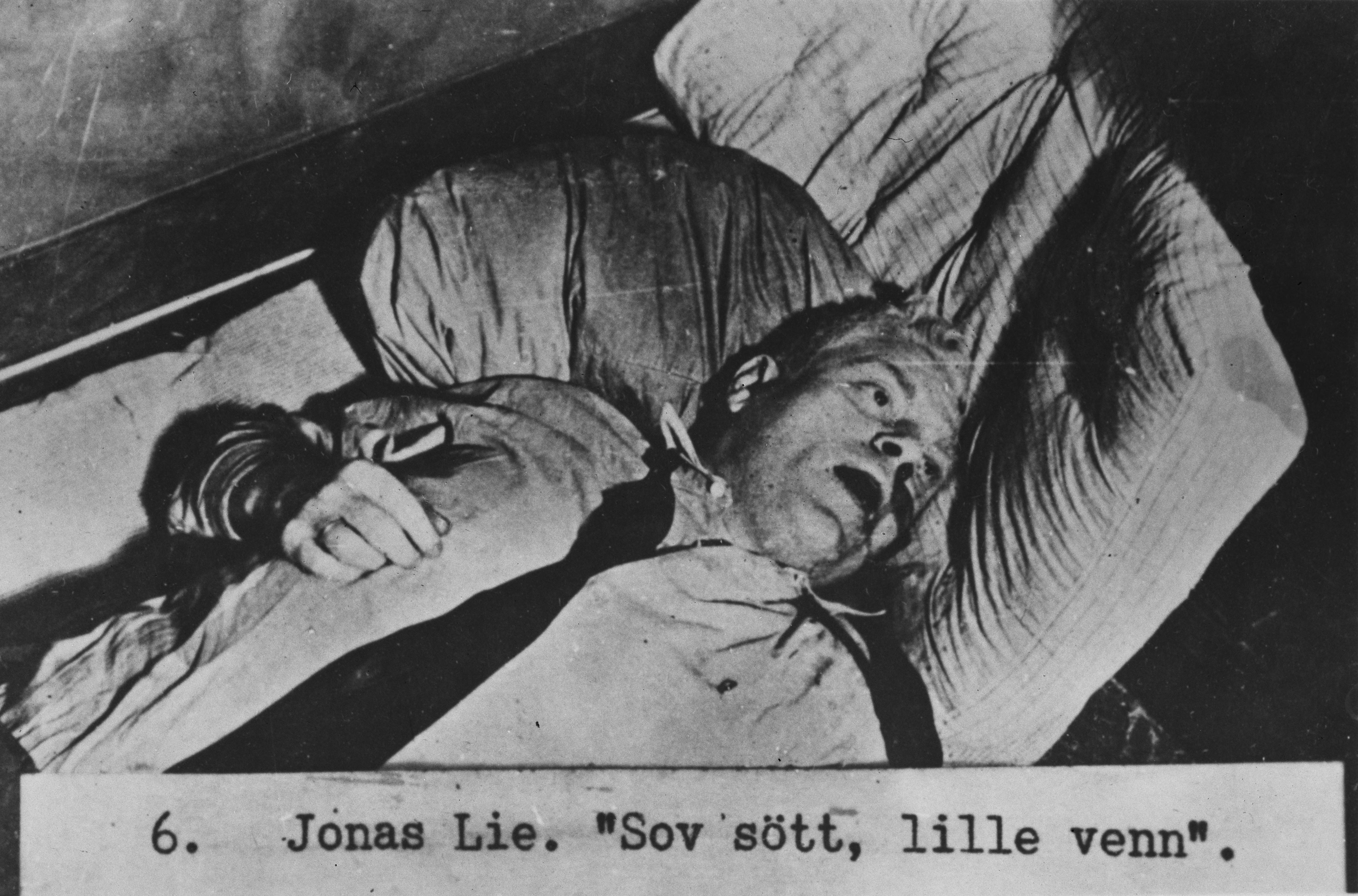
Lie nadat hij overleden is.

Lie overleed op 11 mei 1945, een paar dagen nadat Duitsland zich had overgeven. Hij had zich samen met onder andere minister van Justitie Sverre Riisnæs en kersvers hoofd van de staatspolitie Hendrik Rogstad teruggetrokken op een boerderij nabij Skallum. Lie's gezondheid ging snel achteruit en hij overleed voordat hij gearresteerd kon worden. De doodsoorzaak is niet vastgesteld, maar er was geen bewijs voor zelfdoding. Vrij breed wordt aangenomen dat Lie is overleden door een combinatie van stress, veelvuldig alcoholgebruik en slaapgebrek. Lie was een kettingroker en had hartgebreken.

## Persoonlijk
Lie trouwde driemaal, waarvan twee huwelijken uitliepen in twee scheidingen. In 1934 trouwde hij met de zangeres Gunvor Evju, bij wie hij tot zijn dood samen bleef. Met haar kreeg hij twee kinderen. Daarnaast had hij nog een zoon uit een eerder huwelijk.